# Rattana Pestonji
Rattana Pestonji (thaï : รัตน์ เปสตันยี ; RTGS: Rat Pesatanyi), né le 22 mai 1908 à Bangkok et mort le 17 août 1970 dans la même ville, est un réalisateur, producteur, scénariste et directeur de la photographie thaïlandais,.

## Biographie
Rattana Pestonji est un fils d’immigrés persans. Il étudie en école d'ingénieur en Angleterre. C'est un passionné de photographie.
En 1937, il réalise son premier court métrage Tang, un court métrage primé au festival du film amateur de Glasgow et il reçoit son prix en main propre par le président du jury du festival de cette époque, Alfred Hitchcock.
En 1949, il reçoit une commande directement du prince Phanuphan Yukol (un des oncles de Chatrichalerm Yukol) pour le film Phantai Noransing,.
En 1951, après avoir réalisé Tukkata Jaa, il crée sa propre société de production Hanuman Pappayon.
En 1954, il décide d’adopter le format 35 mm au détriment du 16 mm en vigueur à l’époque :  il est réalisateur, producteur et directeur de la photographie de Santi-Vina, le premier film thaïlandais en 35 mm, couleur et bande son, un film perdu très peu de temps après sa sortie en salles ; puis retrouvé 60 ans après en 2014, restauré en 2015 et projeté à Cannes en 2016.
Rattana Pestonji refuse de miser sur les vedettes en vogue de l'époque et il tourne ensuite, toujours en 35 mm avec bande son, jusqu'à se ruiner, les films Country Hotel (1957), Dark Heaven (1958), Soie Noire (1961) et Sugar is not sweet (1961).
Nonobstant le fait qu’il n’ait réalisé que cinq œuvres majeures, Pestonji est considéré comme le « père du cinéma thaïlandais moderne » car c'est le premier qui arrête de tourner en 16 mm muet pour tourner en 35 mm avec bande son. En effet, comme nous le rappelle Aliosha Herrera dans un long article dans Les Cahiers du cinéma, l'habitude de tourner en 16 mm muet, d'abord en noir et blanc puis très vite en couleur, perdurera chez la plupart des réalisateurs thaïlandais jusque dans les années 1970 : Au moins 1162 films sont réalisés entre 1945 et 1970 en 16 mm; et seulement 5 ou 6 films en 35 mm par an tournés par les très grandes compagnies.
Rattana Pestonji est l’un des plus grands cinéastes de tous les temps en Thaïlande.

## Filmographie
- 1937 : Tang (Taeng) / แตง
- 1939 : White Boat / เรือใบสีขาว (court métrage)
- 1949 :  Phanthaay Norasingh / พันท้ายนรสิงห์ (Oarsman Norasingh) (directeur de la photographie ; réalisé par Thavi Na Bangchang (Khru Marut))
- 1951 : Dear Dolly / ตุ๊กตาจ๋า (Tukkata Jaa)
- 1954 : Santi-Vina[16],[17](Santi-Weena) / สันติ-วีณา (directeur de la photographie ; réalisé par Thavi Na Bangchang (Khru Marut))
- 1955 : Forever Yours / ชั่วฟ้าดินสลาย (directeur de la photographie)[18]
- 1957 : Country Hotel[19],[20] / โรงแรมนรก
- 1958 : The Diamond Finger / นิ้วเพชร (moyen métrage) (adaptation cinématographique d'un spectacle de danse thaïlandaise khon chorégraphié par Paew Snidvongseni et représentant un épisode du Ramakien, la légende de "Vishnou anéanti Nonthuk"[21])[22]
- 1958 : Dark Heaven[23] / สวรรค์มืด[24] (Sawan Meud)[25]
- 1961 : Soie noire[26] / Black Silk[27] / แพรดำ[28] (Prae Dum[29])[30]
- 1964 : Sugar is not sweet [31]/ น้ำตาลไม่หวาน[32](Nam Tan Mai Wan[33])

## Influence
Wisit Sasanatieng a beaucoup étudié le cinéma de Rattana Pestonji pour que son premier film Les larmes du tigre noir soit un film authentiquement thaï, pas ancien mais moderne.

Célébration du 100e anniversaire de la naissance de Ratana Pestonji aux archives du film thaïlandais en 2008
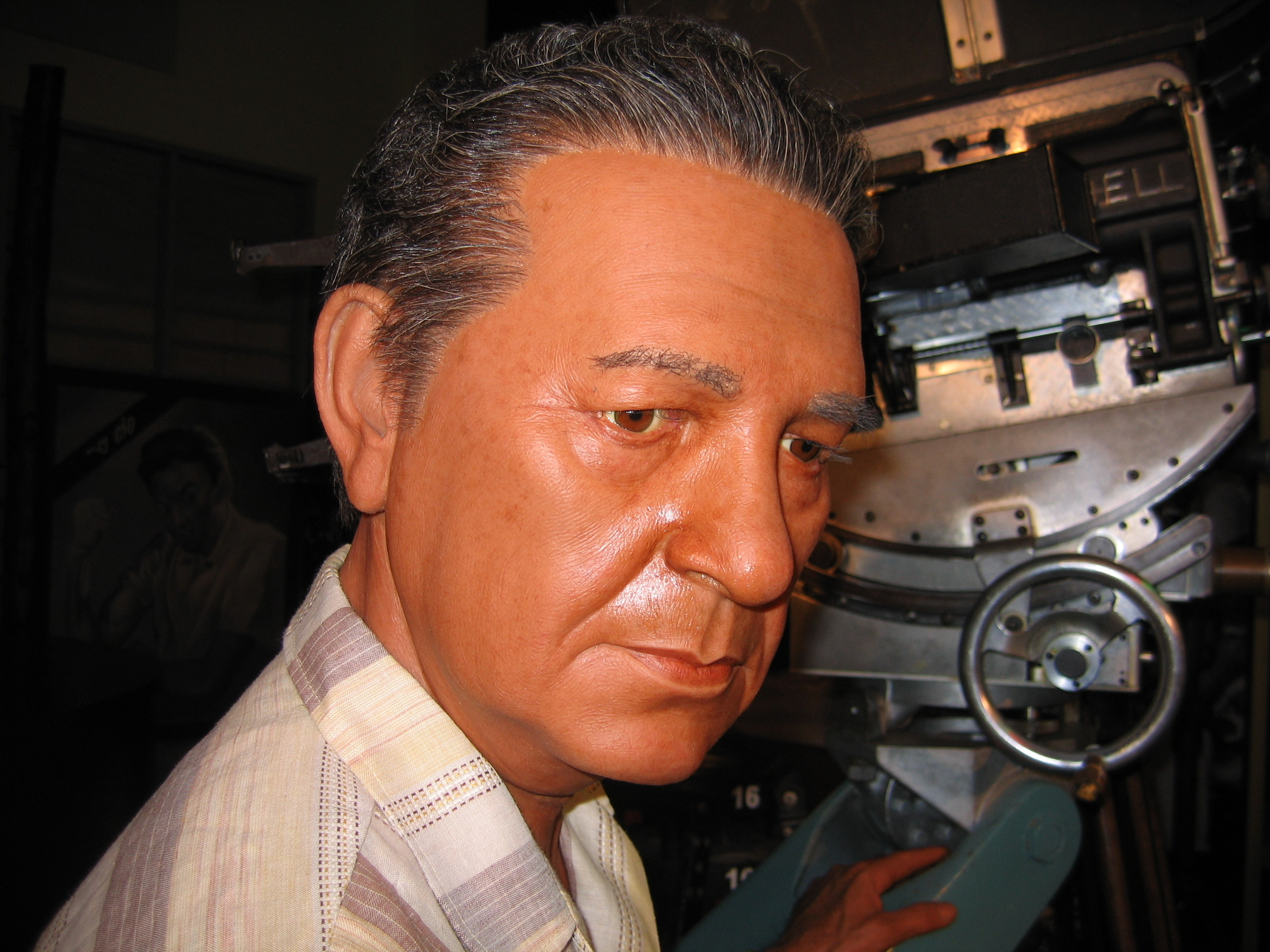
Figure de cire de Rattana Pestonji aux Archives du film thaïlandais
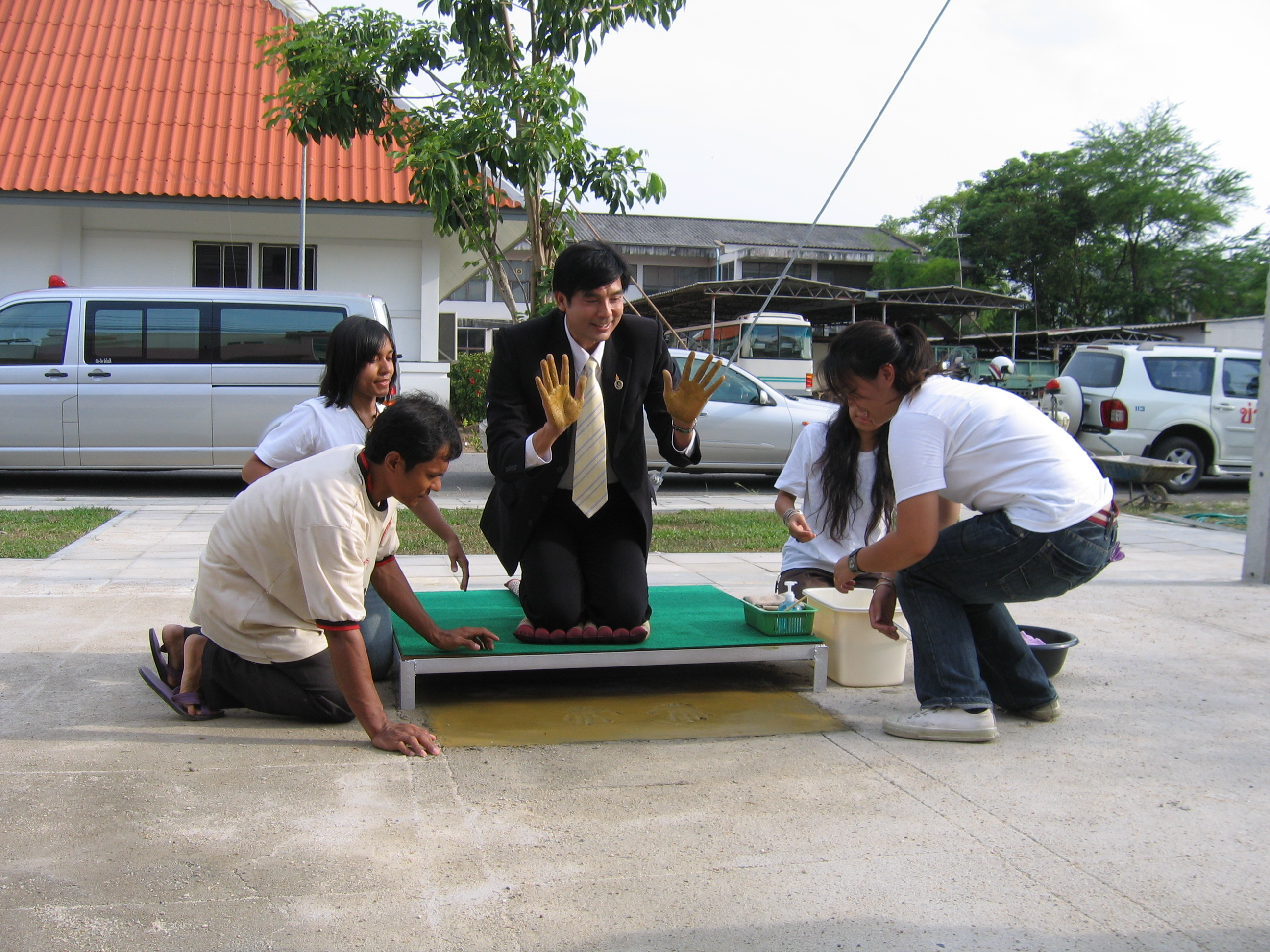
L'acteur Prompong Nopparit, porte-parole du ministère de la Culture, est le premier à laisser l'empreinte de sa main sur le sol des Archives du film thaïlandais
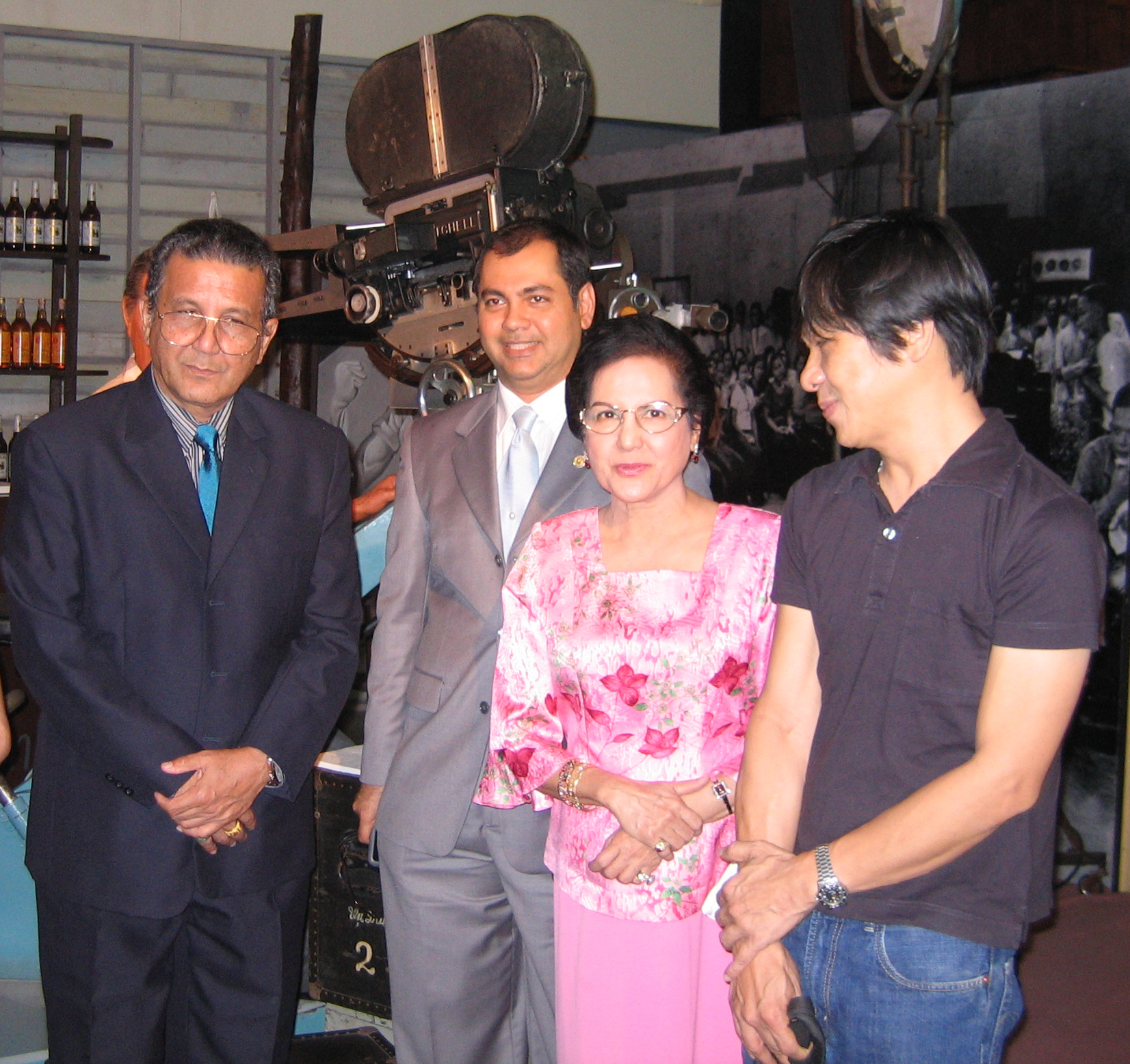
A droite, le réalisateur Wisit Sasanatieng, au milieu Ratanavadi Ratanabhand (sœur de Rattana) et à gauche Santa Pestonji (fils de Rattana)
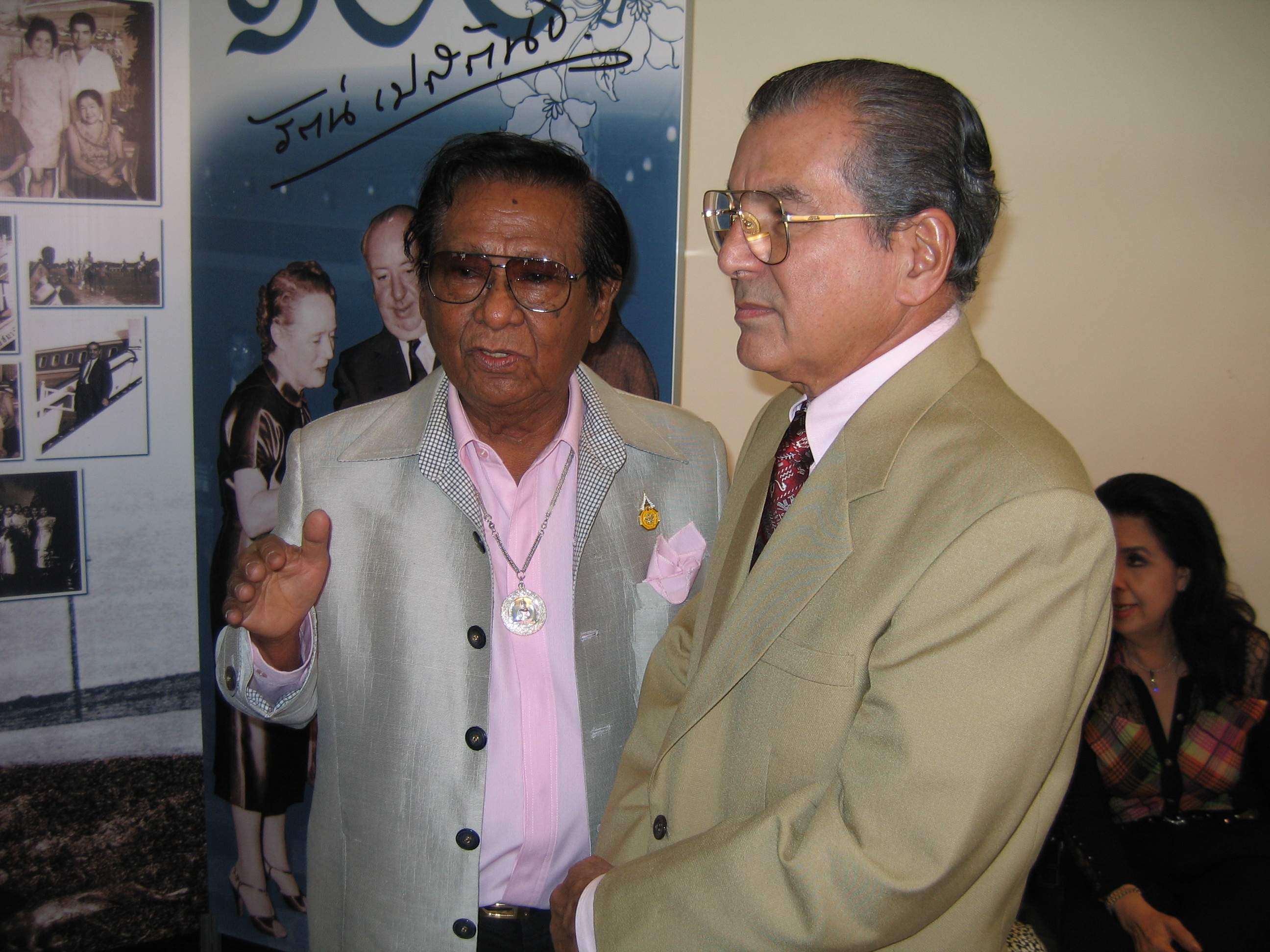
Le réalisateur Dokdin Kanyamarn avec Edel Pestonji (fils de Rattana)
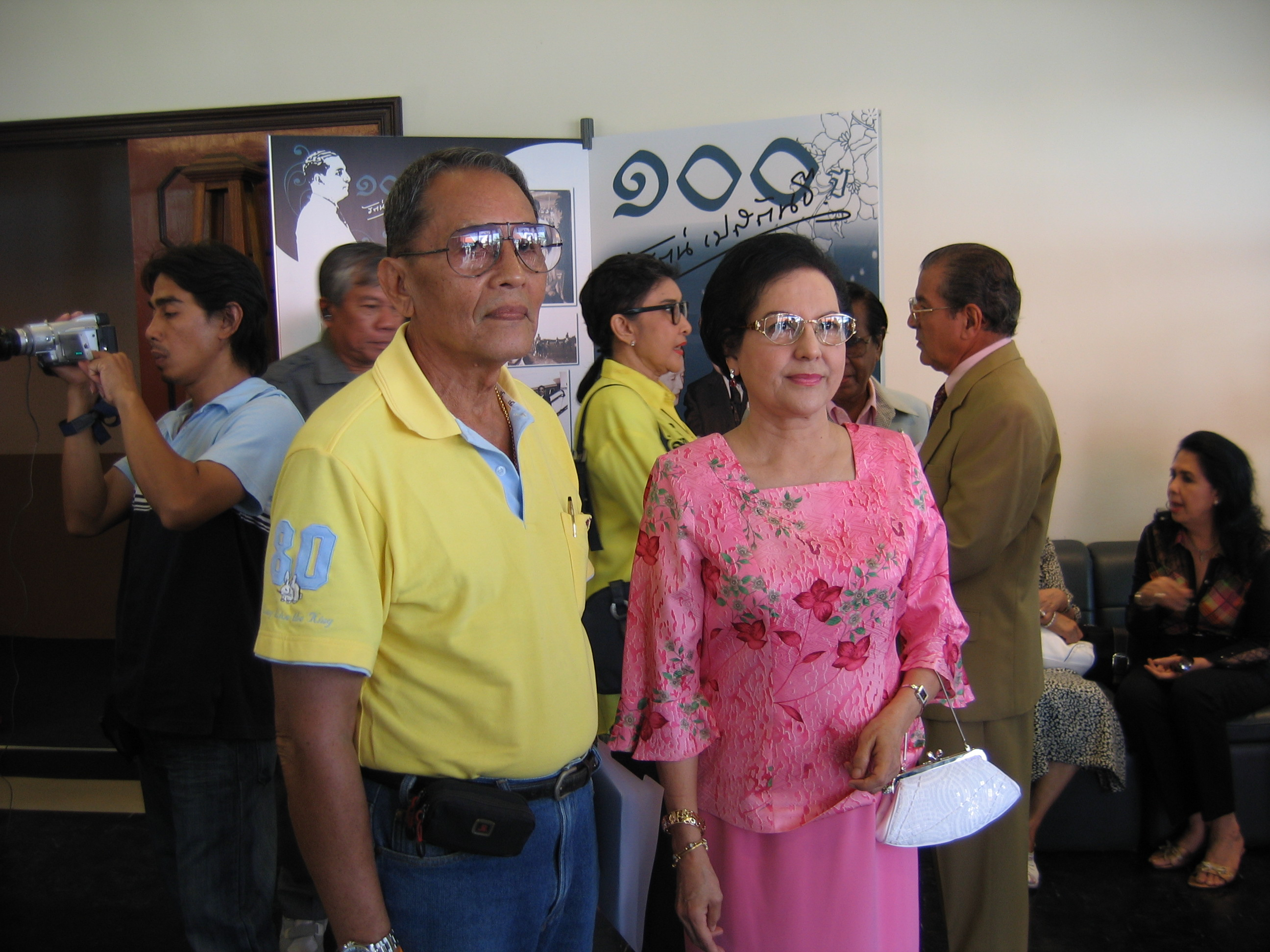
L'acteur Tom Wisawachart avec Ratanavadi Ratanabhand (sœur de Rattana)